# 빈스 케이블

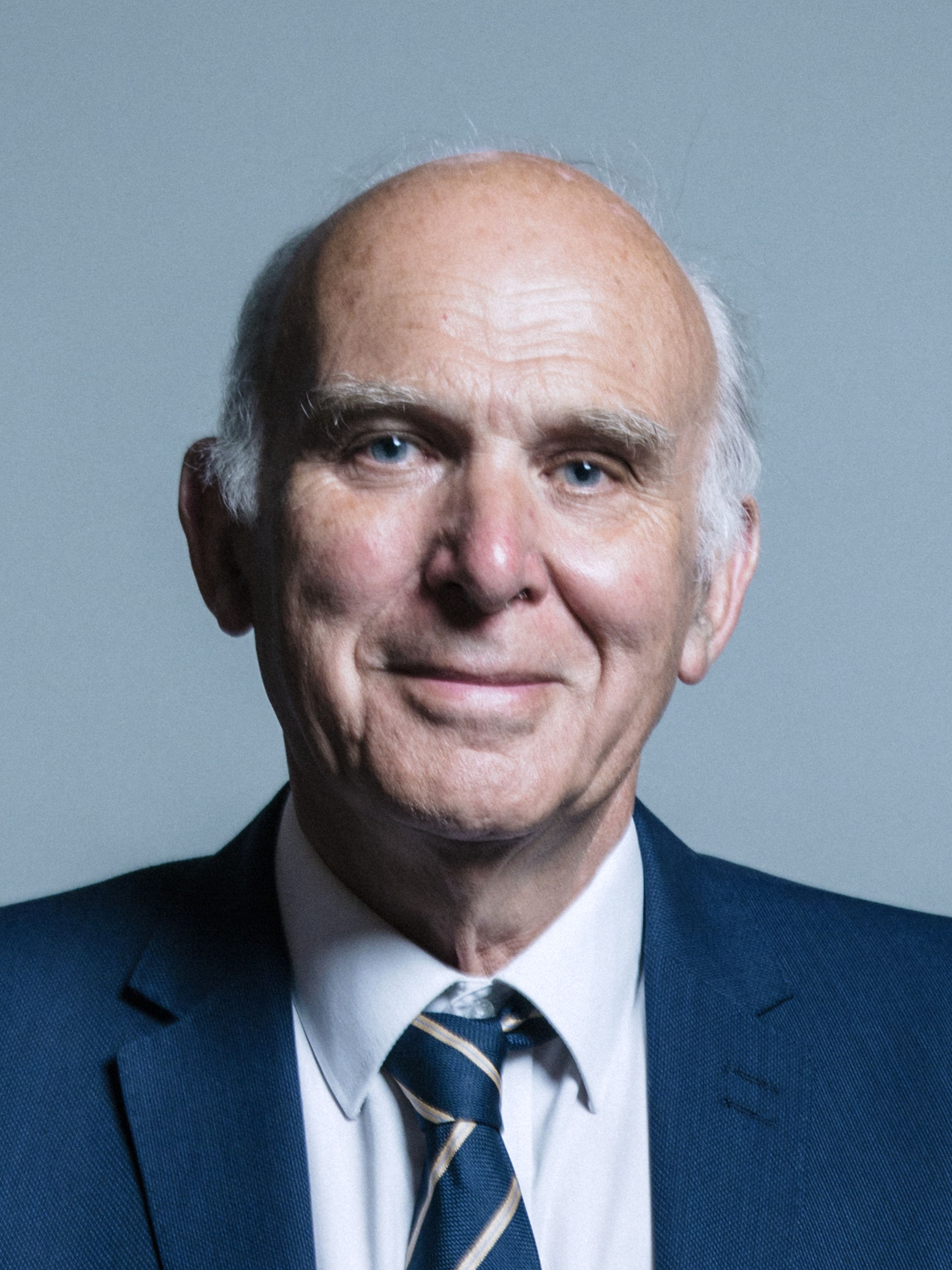
빈스 케이블

존 빈스 케이블(영어: John Vincent Cable, 1943년 5월 9일 ~ )은 영국의 정치인으로 2017년부터 2019년까지 자유민주당(이하 자민당)의 대표를 지냈다. 1997년부터 2015년까지 트위크넘의 국회의원직을 역임했으며, 2017년 복귀해 현재까지 재직 중이다. 일전에 2010년부터 2015년까지 사업혁신기술부 장관을 지낸 바 있다.
캠브리지 대학교 및 글래스고 대학교에서 경제학을 전공했으며, 1960년대 케냐 정부의 경제고문으로 활동했고, 1970년대부터 1980년대까지 영연방 사무국에서 일했다. 이 시절 글래스고 대학교에서 경제학 교수로도 활동했었다. 1990년대에는 쉘의 경제수석으로도 활동했다. 정치 활동도 일찍이 시작했는데, 본래 노동당원이었으며, 1970년대 글래스고 시의원으로 활동했으며, 비슷한 시기 후에 경제 고문이 되는 존 스미스의 특별고문이기도 했다. 하지만 1982년 새로 창당된 사회민주당으로 이적했으며, 후에 자유당과 합당해 자유민주당으로 재창당되면서 자연스레 자민당원이 되었다.
4번의 낙선 경력이 있는 그는 1997년 트위큰햄 선거구의 국회의원으로 당선되었으며, 곧바로 자민당 재무대변인으로 임명되었다 2006년에는 당 부대표로 선출되었으나, 2010년 5월 사업혁신기술부 장관으로 임명되면서 두 직 모두 내려놓았다. 2015년 재선에 실패해 한동안 원외에 있다가, 2017년 재선에 성공해 다시 원내로 복귀했다. 이후 전당대회에 출마해 만장일치로 팀 패런의 후임 당대표로 선출되었다.
2019년 5월 유럽의회 선거에서 자민당이 15석을 획득하면서, 2010년 총선 이후 당을 승리로 이끌었다. 이는 "브렉시트는 X소리"라는 구호를 내걸고 적극적인 반(反)브렉시트 노선을 강조한 결과였다. 하지만 7월 22일 정계 은퇴 및 당대표직 사임 의사를 밝혔으며, 차기 총선 불출마를 선언했다. 당대표직은 이후 조 스윈슨이 승계했다.

## 역대 선거 결과
| 선거명      | 직책명                          | 대수 | 정당       | 득표율 | 득표수   | 결과 | 당락                   |
| ----------- | ------------------------------- | ---- | ---------- | ------ | -------- | ---- | ---------------------- |
| 1970년 선거 | 시의원 (빅토리아 파크 선거구)   | -대  | 노동당     | 0%     | 1,333표  | 2위  | 낙선                   |
| 1970년 선거 | 하원의원 (글래스고 힐드 선거구) | 45대 | 노동당     | 30.51% | 7,303표  | 2위  | 낙선                   |
| 1971년 선거 | 시의원 (메리힐 선거구)          | -대  | 노동당     | 0%     | 5,178표  | 1위  | 글래스고 시의원 당선   |
| 1983년 선거 | 하원의원 (요크 선거구)          | 49대 | 사회민주당 | 22.98% | 13,523표 | 3위  | 낙선                   |
| 1987년 선거 | 하원의원 (요크 선거구)          | 50대 | 사회민주당 | 15.93% | 9,898표  | 3위  | 낙선                   |
| 1992년 선거 | 하원의원 (트위커넘 선거구)      | 51대 | 자유민주당 | 39.68% | 21,093표 | 2위  | 낙선                   |
| 1997년 선거 | 하원의원 (트위커넘 선거구)      | 52대 | 자유민주당 | 45.12% | 26,237표 | 1위  | 트위커넘 하원의원 당선 |
| 2001년 선거 | 하원의원 (트위커넘 선거구)      | 53대 | 자유민주당 | 48.75% | 24,344표 | 1위  | 트위커넘 하원의원 당선 |
| 2005년 선거 | 하원의원 (트위커넘 선거구)      | 54대 | 자유민주당 | 51.65% | 26,696표 | 1위  | 트위커넘 하원의원 당선 |
| 2010년 선거 | 하원의원 (트위커넘 선거구)      | 55대 | 자유민주당 | 54.39% | 32,483표 | 1위  | 트위커넘 하원의원 당선 |
| 2015년 선거 | 하원의원 (트위커넘 선거구)      | 56대 | 자유민주당 | 38.00% | 23,563표 | 2위  | 낙선                   |
| 2017년 선거 | 하원의원 (트위커넘 선거구)      | 57대 | 자유민주당 | 52.75% | 34,969표 | 1위  | 트위커넘 하원의원 당선 |